# Isotopes du calcium

Emplacement de 42Ca dans le tableau Z-N. Les isotopes du calcium sont tous placés sur la même colonne.

Le calcium (Ca, numéro atomique 20) possède 24 isotopes connus de nombre de masse variant entre 34 et 57, mais aucun isomère nucléaire connu. Cinq de ces isotopes sont stables, 40Ca, 42Ca, 43Ca, 44Ca et 46Ca (40Ca et 46Ca sont soupçonnés d'être des radioisotopes à vie extrêmement longue, mais aucune désintégration n'a pour l'instant été observée), et un radioisotope (48Ca) a une demi-vie tellement longue (43 × 1018 années, soit presque trois milliards de fois l'âge de l'Univers) qu'il est considéré en pratique comme stable. Le noyau 60Ca (40 neutrons) a été synthétisé en 2018, et en 2020 des calculs ab initio ont prédit l'existence des isotopes du calcium à 48 et 50 neutrons, voire 56 ou plus,.
L'isotope le plus abondant est 40Ca, représentant près de 97 % du calcium existant, 44Ca 2 %, les trois autres isotopes se partageant le 1 % restant. La masse atomique standard du calcium est donc de 40,078(4) u, proche de la masse isotopique de 40Ca.
Le calcium possède également un isotope cosmogénique, 41Ca, radioactif de demi-vie 102 000 années.
Le plus stable des radioisotopes artificiels est 45Ca, avec une demi-vie de 163 jours. Tous les autres isotopes ont une demi-vie inférieure à 5 jours, et la plupart inférieure à 1 minute. Le moins stable — à part 60Ca — est 34Ca avec une demi-vie inférieure à 35 nanosecondes.
À l'exception de 34Ca qui se désintègre par émission de proton, les isotopes les plus légers se désintègrent principalement ou en partie par désintégration β+ en isotopes du potassium, certains se désintégrant par émission de positron puis émission de proton, en isotopes de l'argon. 41Ca se désintègre par capture électronique et les radioisotopes les plus lourds par désintégration β− en isotopes du scandium, certains en grande partie par β− suivie d'une émission de neutron. 48Ca est l'isotope le plus léger connu se désintégrant par double désintégration β−, en 48Ti.

## Isotopes notables

### Calcium naturel
Le calcium naturel est constitué des cinq isotopes stables 40Ca (largement majoritaire), 42Ca, 43Ca, 44Ca et 46Ca, de l'isotope quasi stable 48Ca, et du radioisotope cosmogénique 41Ca.
| Isotope | Abondance (pourcentage molaire) | Gamme de variations |
| ------- | ------------------------------- | ------------------- |
| 40Ca    | 96,941 (156) %                  | 96,933 - 96,947     |
| 41Ca    | Traces                          |                     |
| 42Ca    | 0,647 (23) %                    | 0,646 - 0,648       |
| 43Ca    | 0,135 (10) %                    |                     |
| 44Ca    | 2,086 (110) %                   | 2,082 - 2,092       |
| 46Ca    | 0,004 (3) %                     |                     |
| 48Ca    | 0,187 (21) %                    | 0,186 - 0,188       |

### Calcium 40
Le calcium 40  (40Ca) est l'isotope du calcium dont le noyau est constitué de 20 protons et de 20 neutrons. C'est un isotope stable, représentant 97 % du calcium présent dans la nature. Outre ce fait, 40Ca est également le produit de la désintégration de 40K, avec 40Ar. Alors que la datation par le potassium-argon est utilisée abondamment en géologie, la prévalence de 40Ca sur les autres isotopes du calcium dans la nature a empêché son utilisation en datation. Des techniques utilisant la spectrométrie de masse et une double dilution isotopique (ou dilution isotope à double traceur) ont été utilisées pour la datation au K-Ca.

### Calcium 41
Le calcium 41  (41Ca) est l'isotope du calcium dont le noyau comporte 21 neutrons. C'est un radioisotope de demi-vie moyenne (102 000 années), dont la désintégration radioactive par capture électronique conduit au potassium 41, stable.
Le calcium 41 est un isotope cosmogénique, c'est-à-dire. produit par l'action des rayons cosmiques. Il n'est cependant pas produit dans l'atmosphère terrestre comme la plupart des autres isotopes cosmogéniques, mais par activation neutronique de 40Ca, principalement dans le premier mètre du sol où le flux de neutrons cosmogéniques est encore suffisamment fort.
Le calcium 41 est également l'isotope « père » d'une radioactivité éteinte, c'est-à-dire qu'il était présent lors de la formation du système solaire mais que ces noyaux primordiaux se sont entièrement désintégrés. Cette présence initiale est attestée par l'observation d'excès de potassium 41 dans les CAI de divers types de chondrites.
L'usage du calcium 41 a été envisagé pour des applications de radiodatation,. En effet le calcium est présent en abondance dans les ossements, et la demi-vie du calcium 41 est près de cinq fois plus longue que celle du carbone 14 : la datation au calcium 41 permettrait donc en théorie de déterminer des âges de l'ordre de la centaine de milliers d'années, là où la datation au carbone 14 est inopérante au-delà de 50 000 ans,. Cependant cette méthode n'a pas encore été utilisée car elle pose des difficultés pratiques : le calcium 41 est très peu abondant dans les échantillons par rapport au calcium 40 et pour assurer que les atomes de calcium 41 datent bien du vivant de l'organisme il faut que les échantillons aient été enterrés profondément dans le sol ou dans une grotte.

### Calcium 42 et calcium 44
Ces deux isotopes sont stables. Le rapport isotopique 42Ca/44Ca, faiblement variable, peut servir à distinguer différents types de régime alimentaire. Il a ainsi permis de montrer que, au moins vers 120 et 100 Ma BP en Afrique du Nord, les abélisauridés et les carcharodontosauridés (des dinosaures théropodes) chassaient préférentiellement des proies terrestres (dont des dinosaures herbivores), alors que les spinosaures étaient piscivores, tandis que les crocodiles géants comme Sarcosuchus avaient un régime mixte,. Ces isotopes peuvent aussi être utilisés pour quantifier à partir d'ossements la part des produits laitiers dans l'alimentation humaine, notamment pendant la révolution néolithique.

### Calcium 48
Le calcium 48  (48Ca) est l'isotope du calcium dont le noyau est constitué de 20 protons et de 28 neutrons. C'est un radioisotope de demi-vie extrêmement longue, (43×1018 années), considéré pour les applications pratiques comme stable.

## Table des isotopes
| Symbole de l'isotope | Z (p) | N (n) | Masse isotopique (u) | Demi-vie         | Mode(s) de désintégration, | Isotope(s)-fils | Spin nucléaire |
| -------------------- | ----- | ----- | -------------------- | ---------------- | -------------------------- | --------------- | -------------- |
| 34Ca                 | 20    | 14    | 34,01412(32)#        | <35 ns           | p                          | 33K             | 0+             |
| 35Ca                 | 20    | 15    | 35,00494(21)#        | 25,7(2) ms       | β+ (>99,9 %)               | 35K             | 1/2+#          |
| 35Ca                 | 20    | 15    | 35,00494(21)#        | 25,7(2) ms       | β+, p (<0,1 %)             | 34Ar            | 1/2+#          |
| 36Ca                 | 20    | 16    | 35,99309(4)          | 102(2) ms        | β+, p (56,8 %)             | 35Ar            | 0+             |
| 36Ca                 | 20    | 16    | 35,99309(4)          | 102(2) ms        | β+ (43,2 %)                | 36K             | 0+             |
| 37Ca                 | 20    | 17    | 36,985870(24)        | 181,1(10) ms     | β+, p (74,5 %)             | 36Ar            | (3/2+)         |
| 37Ca                 | 20    | 17    | 36,985870(24)        | 181,1(10) ms     | β+ (25,5 %)                | 37K             | (3/2+)         |
| 38Ca                 | 20    | 18    | 37,976318(5)         | 440(8) ms        | β+                         | 38K             | 0+             |
| 39Ca                 | 20    | 19    | 38,9707197(20)       | 859,6(14) ms     | β+                         | 39K             | 3/2+           |
| 40Ca                 | 20    | 20    | 39,96259098(22)      | Observé stable   | Observé stable             | Observé stable  | 0+             |
| 41Ca,                | 20    | 21    | 40,96227806(26)      | 1,02(7)×105 a    | CE                         | 41K             | 7/2-           |
| 42Ca                 | 20    | 22    | 41,95861801(27)      | Stable           | Stable                     | Stable          | 0+             |
| 43Ca                 | 20    | 23    | 42,9587666(3)        | Stable           | Stable                     | Stable          | 7/2-           |
| 44Ca                 | 20    | 24    | 43,9554818(4)        | Stable           | Stable                     | Stable          | 0+             |
| 45Ca                 | 20    | 25    | 44,9561866(4)        | 162,67(25) j     | β−                         | 45Sc            | 7/2-           |
| 46Ca                 | 20    | 26    | 45,9536926(24)       | Observé stable   | Observé stable             | Observé stable  | 0+             |
| 47Ca                 | 20    | 27    | 46,9545460(24)       | 4,536(3) j       | β−                         | 47Sc            | 7/2-           |
| 48Ca                 | 20    | 28    | 47,952534(4)         | 43(38)×1018 a    | β−β−                       | 48Ti            | 0+             |
| 49Ca                 | 20    | 29    | 48,955674(4)         | 8,718(6) min     | β−                         | 49Sc            | 3/2-           |
| 50Ca                 | 20    | 30    | 49,957519(10)        | 13,9(6) s        | β−                         | 50Sc            | 0+             |
| 51Ca                 | 20    | 31    | 50,9615(1)           | 10,0(8) s        | β− (>99,9 %)               | 51Sc            | (3/2-)#        |
| 51Ca                 | 20    | 31    | 50,9615(1)           | 10,0(8) s        | β−, n (<0,1 %)             | 50Sc            | (3/2-)#        |
| 52Ca                 | 20    | 32    | 51,96510(75)         | 4,6(3) s         | β− (98 %)                  | 52Sc            | 0+             |
| 52Ca                 | 20    | 32    | 51,96510(75)         | 4,6(3) s         | β−, n (2 %)                | 51Sc            | 0+             |
| 53Ca                 | 20    | 33    | 52,97005(54)#        | 90(15) ms        | β− (70 %)                  | 53Sc            | 3/2-#          |
| 53Ca                 | 20    | 33    | 52,97005(54)#        | 90(15) ms        | β−, n (30 %)               | 52Sc            | 3/2-#          |
| 54Ca                 | 20    | 34    | 53,97435(75)#        | 50# ms [>300 ns] | β−, n                      | 53Sc            | 0+             |
| 54Ca                 | 20    | 34    | 53,97435(75)#        | 50# ms [>300 ns] | β−                         | 54Sc            | 0+             |
| 55Ca                 | 20    | 35    | 54,98055(75)#        | 30# ms [>300 ns] | β−                         | 55Sc            | 5/2-#          |
| 56Ca                 | 20    | 36    | 55,98557(97)#        | 10# ms [>300 ns] | β−                         | 56Sc            | 0+             |
| 57Ca                 | 20    | 37    | 56,99236(107)#       | 5# ms            | β−                         | 57Sc            | 5/2-#          |
| 57Ca                 | 20    | 37    | 56,99236(107)#       | 5# ms            | β−, n                      | 56Sc            | 5/2-#          |

1. ↑  Abréviation :
CE : capture électronique.
2. ↑  Isotopes stables en gras.
3. ↑  Nucléide le plus lourd avec un nombre égal de protons et de neutrons dont on n'a pas observé de désintégration.
4. ↑  Soupçonné de se désintégrer par double capture électronique en 40Ar avec une demi-vie d'au moins 5,9×1021 années.
5. ↑  Radioisotope cosmogénique.
6. ↑  Isotope père d'une radioactivité éteinte.
7. ↑  Soupçonné de se désintégrer par double β−β− en 46Ti avec une demi-vie d'au moins 2,8×1015 années.
8. ↑  Radionucléide primordial.
9. ↑  Nucléide le plus léger connu subissant une double désintégration bêta.

### Remarques
- L'évaluation de la composition isotopique est valable pour la plupart des échantillons commerciaux, mais pas tous.
- La précision de l'abondance isotopique et de la masse atomique est limitée par des variations. Les échelles de variations données sont normalement valables pour tout matériel terrestre normal.
- Il existe des échantillons géologiques exceptionnels dont la composition isotopique est en dehors de l'échelle donnée. L'incertitude sur la masse atomique de tels échantillons peut excéder les valeurs données.
- Les valeurs marquées # ne sont pas purement dérivées des données expérimentales, mais aussi au moins en partie à partir des tendances systématiques. Les spins avec des arguments d'affectation faibles sont entre parenthèses.
- Les incertitudes sont données de façon concise entre parenthèses après la décimale correspondante. Les valeurs d'incertitude dénotent un écart-type, à l'exception de la composition isotopique et de la masse atomique standard de l'IUPAC qui utilisent des incertitudes élargies[9].
- Masses des isotopes données par la Commission sur les Symboles, les Unités, la Nomenclature, les Masses atomiques et les Constantes fondamentales (SUNAMCO) de l'IUPAP.
- Abondances isotopiques données par la Commission des abondances isotopiques et des poids atomiques de l'IUPAC.